# Karl Joseph von Hadik-Futak

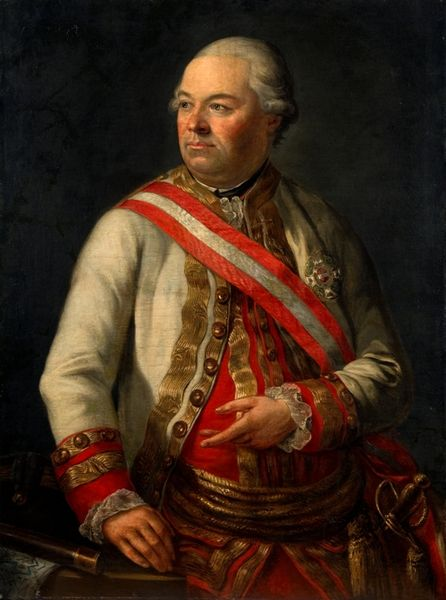
Karl Joseph von Hadik-Futak

Karl Joseph Graf Hadik von Futak (* 28. Oktober 1756 in Leutschau, Ungarn; † 24. Juli 1800 Alessandria) war ein österreichischer Feldmarschallleutnant und Truppenführer in den Koalitionskriegen.

## Leben
Als zweiter Sohn des Feldmarschalls Andreas Hadik von Futak und dessen Ehefrau Franziska von Lichnowsky (1724–1784) trat er mit 17 Jahren in die kaiserliche Armee ein. Am 1. März 1776 zum Hauptmann befördert, nahm er am Bayerischen Erbfolgekrieg teil.
1779 wurde er Major im Regiment seines Vaters (dem späteren Husarenregiment Nr. 6), 1784 Oberstleutnant und 1789 (überzähliger) Oberst. Für den Türkenkrieg ließ er sich von seinem Regiment beurlauben, machte ihn als Volontär mit und zeichnete sich vor Belgrad aus.
Ab 1790 war er wieder bei seinem Regiment in den Österreichischen Niederlanden. 1792 konnte er sich bei Maubeuge und Berlaimont (29. September) und auch bei Wattignies (15. Oktober) solche Verdienste erwerben, dass ihm der Maria-Theresien-Orden verliehen wurde. 1794 wurde er Generalmajor und 1796 Feldmarschallleutnant. Im Jahr 1796 bewährte er sich abermals, besonders am 24. August in der Schlacht bei Amberg, am 3. September in der Schlacht um Würzburg und am 6. September bei Aschaffenburg. Nun erhielt er auch das Kommandeurkreuz des Ordens.
Im Feldzug von 1799 in Norditalien zeichnete er sich in der Schlacht bei Novi (6. November) aus, ebenso im nächsten Jahr bei Romano (26. Mai 1800).
In der Schlacht von Marengo am 14. Juni 1800 kommandierte er die erste Hauptkolonne des Zentrums. Bei den erbitterten Kämpfen um den Bach Fontanone wurde er schwer verwundet. Er wurde von seinen Soldaten nach Alessandria zurückgebracht, wo er wenige Wochen später, am 24. Juli 1800, im Alter von 43 Jahren, seinen schweren Verletzungen erlag.
Die ehemalige Kaserne des österreichischen Bundesheeres in Fehring wurde nach ihm benannt.
Der Graf heiratete am 7. Januar 1781 die Gräfin Maria Theresia von Kolowrat-Krakowsky (* 28. Oktober 1756; † 20. Dezember 1844). Das Paar hatte mehrere Kinder:
- Andreas Friedrich (* 1789; † 24. Januar 1839), Rittmeister ⚭ 1810 Gräfin Karoline von Fünfkirchen
- Wilhelm († 1819), Major ⚭ Gräfin Barbara Festetics de Tolna († 18. October 1857)